# Laîche de Wahlenberg
Carex wahlenbergiana
Espèce
Classification phylogénétique
La laîche de Wahlenberg (Carex wahlenbergiana) est une espèce de plantes à fleurs de la famille des cypéracées. Elle est endémique de l'île de La Réunion, département d'outre-mer français dans le sud-ouest de l'océan Indien.